# Souimanga de Hartlaub
Anabathmis hartlaubii
Espèce
Statut de conservation UICN

LC : Préoccupation mineure
Le Souimanga de Hartlaub (Anabathmis hartlaubii) est une espèce de passereaux de la famille des Nectariniidae, endémique de l'île de Principe en Afrique de l'Ouest.

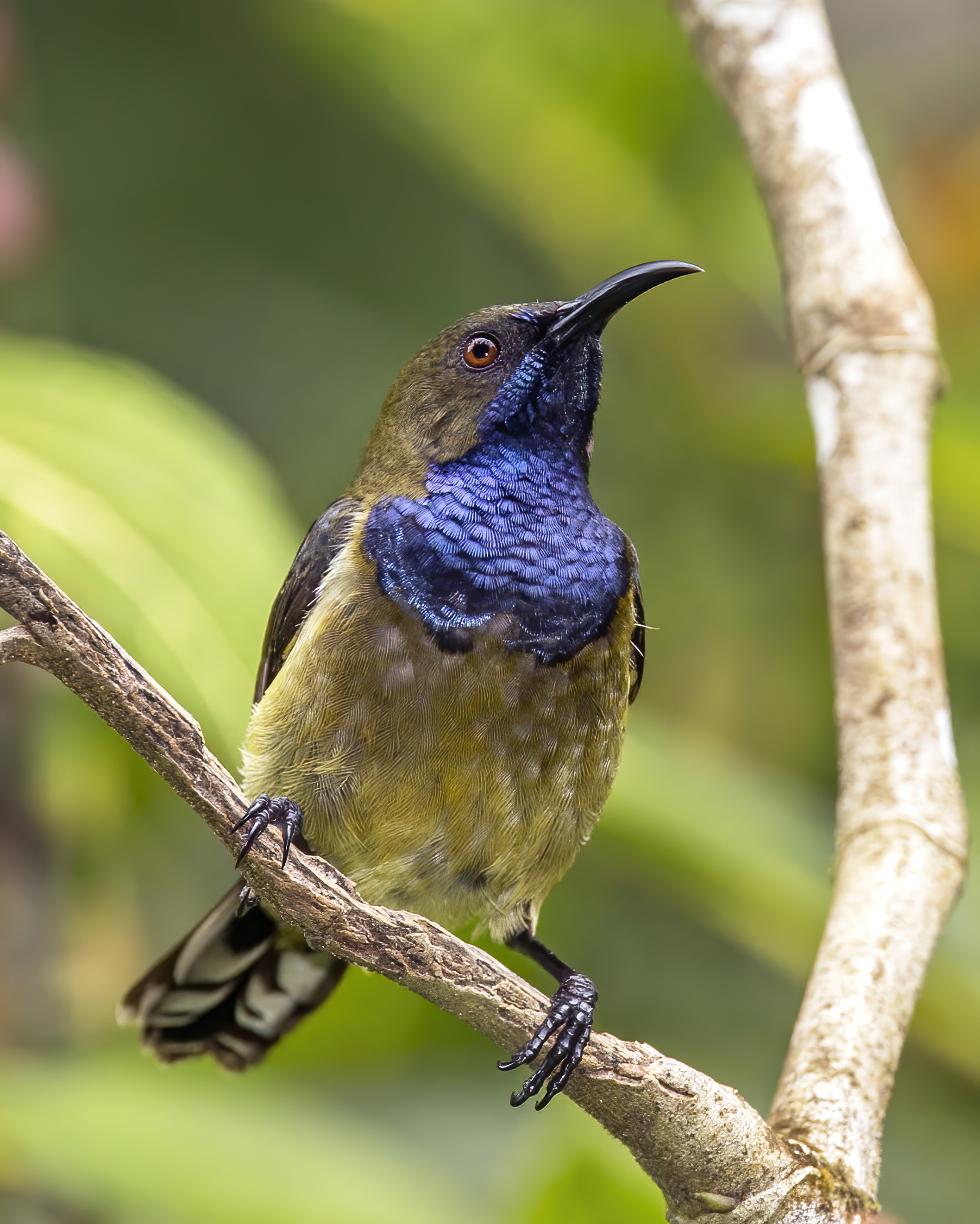
Souimanga de Hartlaub, mâle (Principe, Sao Tomé-et-Principe, octobre 2021).

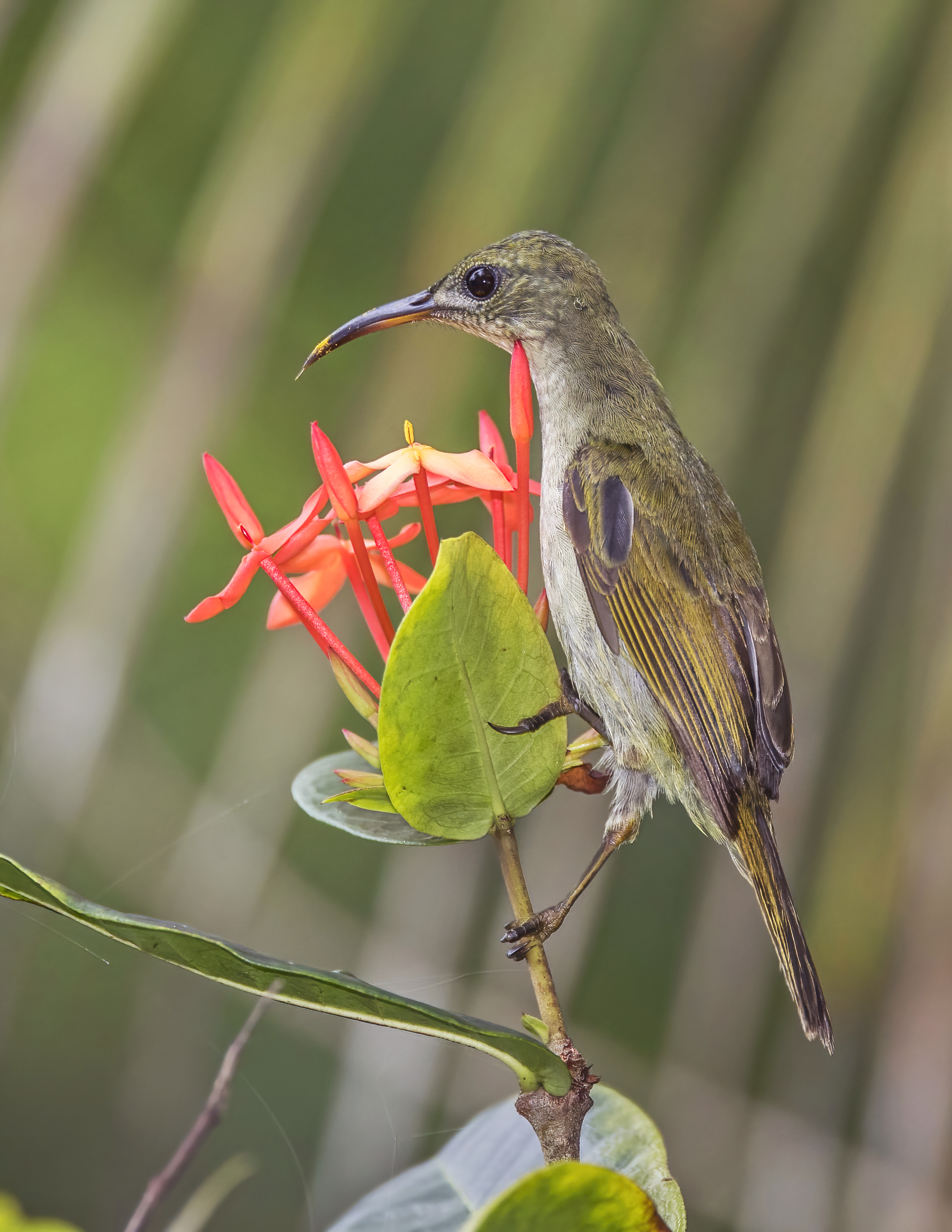
Souimanga de Hartlaub, femelle (Principe, Sao Tomé-et-Principe, octobre 2021).

## Systématique
Le nom valide complet (avec auteur) de ce taxon est Anabathmis hartlaubii (Hartlaub, 1857).
L'espèce a été initialement classée dans le genre Nectarinia sous le protonyme Nectarinia hartlaubii Hartlaub, 1857.
Ce taxon porte en français les noms vernaculaires ou normalisés suivants : Souimanga de Hartlaub, Souimanga d'Hartlaub,.
Anabathmis hartlaubii a pour synonyme :
- Nectarinia hartlaubii Hartlaub, 1857